# Szczelina w Ryglu
Szczelina w Ryglu – szczelina w skale Rygiel na Górze Zborów we wsi Kroczyce w województwie śląskim, powiecie zawierciańskim, w gminie Kroczyce. Pod względem geograficznym znajdują się na Wyżynie Mirowsko-Olsztyńskiej, będącej częścią Wyżyny Częstochowskiej w obrębie Wyżyny Krakowsko-Częstochowskiej. Znajduje się w obrębie rezerwatu przyrody Góra Zborów.

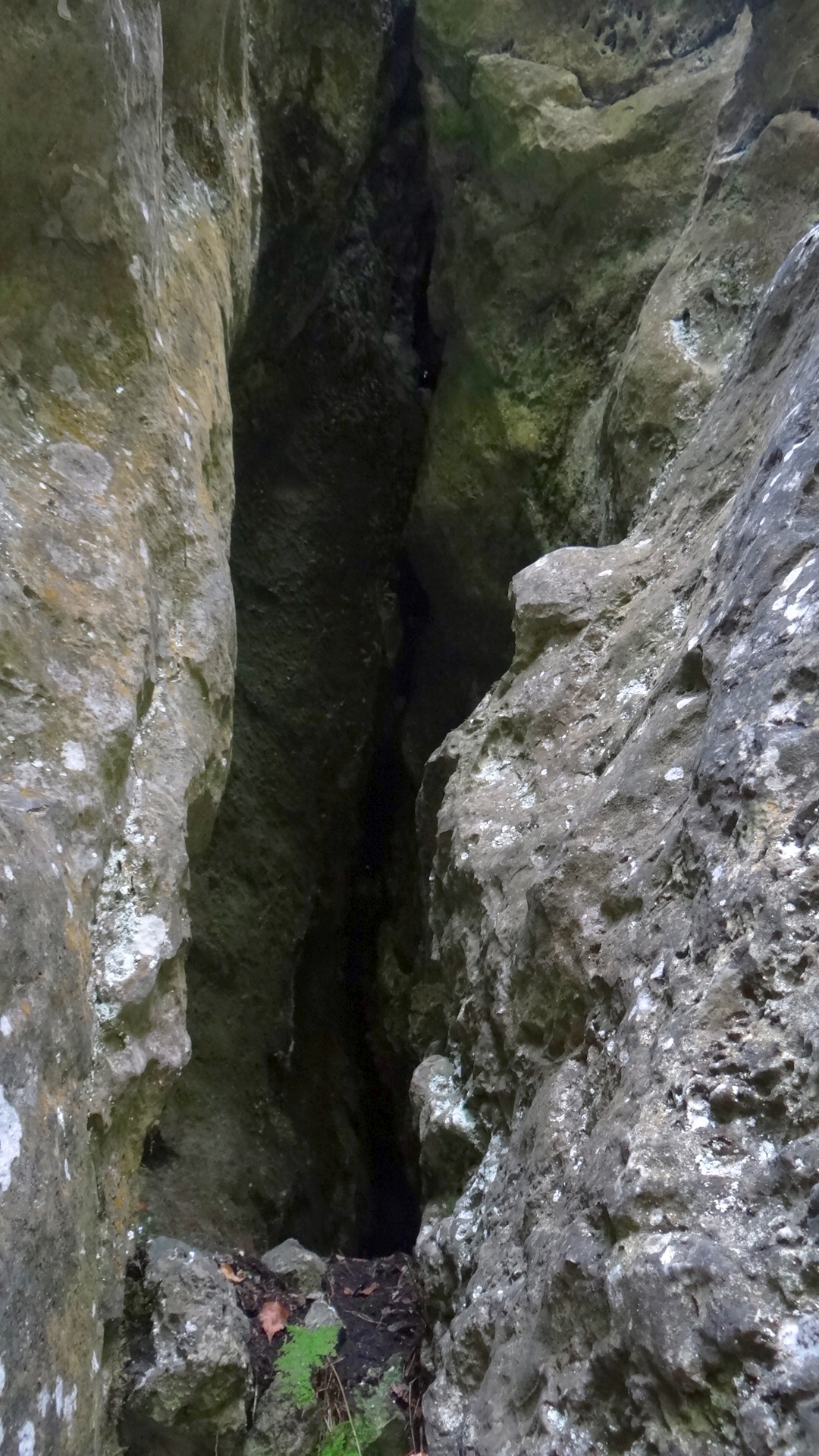

## Opis obiektu
Jest to pionowa szczelina na północno-zachodniej ścianie skały Rygiel. Jej otwór o wysokości 3 m znajduje się powyżej 1,5 metrowego progu, na który można dość łatwo wejść. Szczelina wchodzi w głąb skały na 3,5 m. Początkowo jest dość szeroka, ale stopniowo zacieśnia się. Na jej nieregularnie wymytych ścianach są miejscami zwietrzałe grzybki naciekowe. Namulisko składa się kamieni i wapiennego gruzu. Szczelina jest widna do końca.
Znana jest od dawna, ale po raz pierwszy opisał ją J. Zygmunt w czerwcu 2009 roku. Plan opracowali K. Mazik, Z. Lorek i J. Zygmunt.
Dokumentację sporządził J. Zygmunt w dniu 29 czerwca 2009 r.
W skale Rygiel po lewej stronie Szczeliny w Ryglu znajdują się dwa Schroniska pod Ryglem.